# Gyllengrå musseron
Gyllengrå musseron (Melanoleuca cognata) är en svampart. Enligt Catalogue of Life ingår Gyllengrå musseron i släktet Melanoleuca,  och familjen Tricholomataceae, men enligt Dyntaxa är tillhörigheten istället släktet Melanoleuca,  och familjen Chromocyphellaceae. Arten är reproducerande i Sverige.

## Underarter
Arten delas in i följande underarter:
- nauseosa
- cognata

## Källor

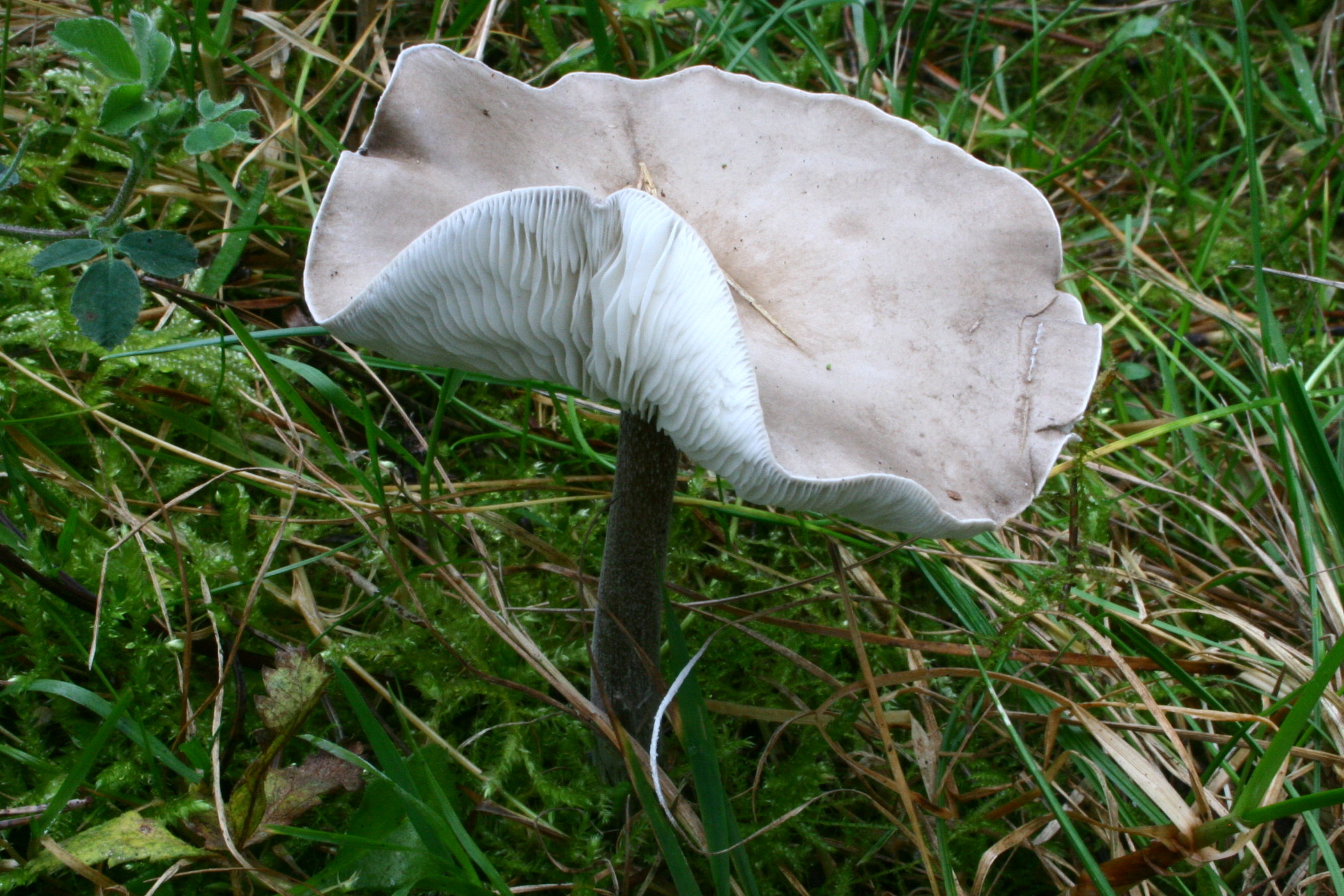
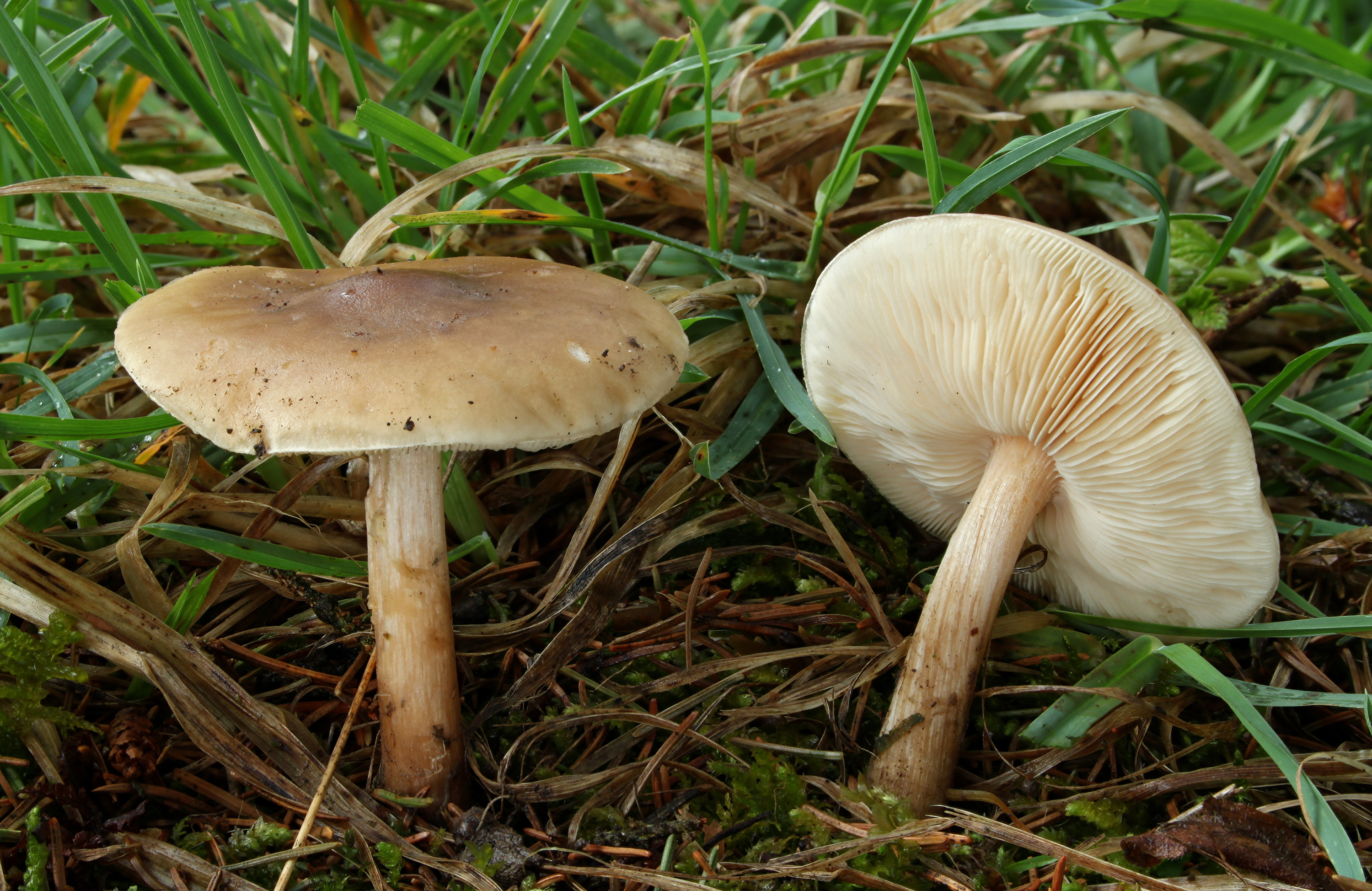